# Mattia Moreni
Pour les articles homonymes, voir Moreni.
Mattia Moreni, né le 12 novembre 1920 à Pavie (Italie) et mort le 29 mai 1999 à Brisighella, dans la province de Ravenne (Italie), est un peintre et sculpteur italien.
Il est un représentant de la peinture abstraite en Italie.

## Biographie
Mattia Moreni étudie l'art à Turin.
De 1952 à 1954, Mattia Moreni appartient au groupe d'artistes italiens Gruppo degli otto (it) (Groupe des Huit) dont il est également membre fondateur. Les sept autres artistes du groupe sont Afro Basaldella, Renato Birolli, Antonio Corpora, Ennio Morlotti, Emilio Vedova, Giuseppe Santomaso et Giulio Turcato.
Moreni a vécu et travaillé à Paris pendant de nombreuses années.
Ses œuvres ont une pertinence internationale. Mattia Moreni a participé à la documenta 1 en 1955 et à la documenta 2, en 1959 à Cassel.